# Mate de Legal
O Mate de Legal ou Armadilha Blackburne, também conhecido como pseudo-sacrifício de Legal e Armadilha de Legal é uma armadilha de abertura de xadrez, caracterizada por um sacrifício de dama, seguido de um xeque-mate dado por peças menores, se as pretas aceitarem o sacrifício. O mate recebe seu nome do jogador francês Kermur de Legal (1702-1792), ou de Joseph Henry Blackburne (1841-1924), que foi um mestre britânico e um dos mais fortes jogadores do mundo no fim do século XIX.

## Sequência natural de lances
|   | a | b | c | d | e | f | g | h |   |
| 8 | a8 preto torre · d8 preto rainha · e8 preto rei · f8 preto bispo · g8 preto cavalo · h8 preto torre · a7 preto peão · b7 preto peão · c7 preto peão · f7 preto peão · g7 preto peão · h7 preto peão · c6 preto cavalo · d6 preto peão · e5 preto peão · h5 preto bispo · c4 branco bispo · e4 branco peão · c3 branco cavalo · f3 branco cavalo · h3 branco peão · a2 branco peão · b2 branco peão · c2 branco peão · d2 branco peão · f2 branco peão · g2 branco peão · a1 branco torre · c1 branco bispo · d1 branco rainha · e1 branco rei · h1 branco torre | a8 preto torre · d8 preto rainha · e8 preto rei · f8 preto bispo · g8 preto cavalo · h8 preto torre · a7 preto peão · b7 preto peão · c7 preto peão · f7 preto peão · g7 preto peão · h7 preto peão · c6 preto cavalo · d6 preto peão · e5 preto peão · h5 preto bispo · c4 branco bispo · e4 branco peão · c3 branco cavalo · f3 branco cavalo · h3 branco peão · a2 branco peão · b2 branco peão · c2 branco peão · d2 branco peão · f2 branco peão · g2 branco peão · a1 branco torre · c1 branco bispo · d1 branco rainha · e1 branco rei · h1 branco torre | a8 preto torre · d8 preto rainha · e8 preto rei · f8 preto bispo · g8 preto cavalo · h8 preto torre · a7 preto peão · b7 preto peão · c7 preto peão · f7 preto peão · g7 preto peão · h7 preto peão · c6 preto cavalo · d6 preto peão · e5 preto peão · h5 preto bispo · c4 branco bispo · e4 branco peão · c3 branco cavalo · f3 branco cavalo · h3 branco peão · a2 branco peão · b2 branco peão · c2 branco peão · d2 branco peão · f2 branco peão · g2 branco peão · a1 branco torre · c1 branco bispo · d1 branco rainha · e1 branco rei · h1 branco torre | a8 preto torre · d8 preto rainha · e8 preto rei · f8 preto bispo · g8 preto cavalo · h8 preto torre · a7 preto peão · b7 preto peão · c7 preto peão · f7 preto peão · g7 preto peão · h7 preto peão · c6 preto cavalo · d6 preto peão · e5 preto peão · h5 preto bispo · c4 branco bispo · e4 branco peão · c3 branco cavalo · f3 branco cavalo · h3 branco peão · a2 branco peão · b2 branco peão · c2 branco peão · d2 branco peão · f2 branco peão · g2 branco peão · a1 branco torre · c1 branco bispo · d1 branco rainha · e1 branco rei · h1 branco torre | a8 preto torre · d8 preto rainha · e8 preto rei · f8 preto bispo · g8 preto cavalo · h8 preto torre · a7 preto peão · b7 preto peão · c7 preto peão · f7 preto peão · g7 preto peão · h7 preto peão · c6 preto cavalo · d6 preto peão · e5 preto peão · h5 preto bispo · c4 branco bispo · e4 branco peão · c3 branco cavalo · f3 branco cavalo · h3 branco peão · a2 branco peão · b2 branco peão · c2 branco peão · d2 branco peão · f2 branco peão · g2 branco peão · a1 branco torre · c1 branco bispo · d1 branco rainha · e1 branco rei · h1 branco torre | a8 preto torre · d8 preto rainha · e8 preto rei · f8 preto bispo · g8 preto cavalo · h8 preto torre · a7 preto peão · b7 preto peão · c7 preto peão · f7 preto peão · g7 preto peão · h7 preto peão · c6 preto cavalo · d6 preto peão · e5 preto peão · h5 preto bispo · c4 branco bispo · e4 branco peão · c3 branco cavalo · f3 branco cavalo · h3 branco peão · a2 branco peão · b2 branco peão · c2 branco peão · d2 branco peão · f2 branco peão · g2 branco peão · a1 branco torre · c1 branco bispo · d1 branco rainha · e1 branco rei · h1 branco torre | a8 preto torre · d8 preto rainha · e8 preto rei · f8 preto bispo · g8 preto cavalo · h8 preto torre · a7 preto peão · b7 preto peão · c7 preto peão · f7 preto peão · g7 preto peão · h7 preto peão · c6 preto cavalo · d6 preto peão · e5 preto peão · h5 preto bispo · c4 branco bispo · e4 branco peão · c3 branco cavalo · f3 branco cavalo · h3 branco peão · a2 branco peão · b2 branco peão · c2 branco peão · d2 branco peão · f2 branco peão · g2 branco peão · a1 branco torre · c1 branco bispo · d1 branco rainha · e1 branco rei · h1 branco torre | a8 preto torre · d8 preto rainha · e8 preto rei · f8 preto bispo · g8 preto cavalo · h8 preto torre · a7 preto peão · b7 preto peão · c7 preto peão · f7 preto peão · g7 preto peão · h7 preto peão · c6 preto cavalo · d6 preto peão · e5 preto peão · h5 preto bispo · c4 branco bispo · e4 branco peão · c3 branco cavalo · f3 branco cavalo · h3 branco peão · a2 branco peão · b2 branco peão · c2 branco peão · d2 branco peão · f2 branco peão · g2 branco peão · a1 branco torre · c1 branco bispo · d1 branco rainha · e1 branco rei · h1 branco torre | 8 |
| 7 | a8 preto torre · d8 preto rainha · e8 preto rei · f8 preto bispo · g8 preto cavalo · h8 preto torre · a7 preto peão · b7 preto peão · c7 preto peão · f7 preto peão · g7 preto peão · h7 preto peão · c6 preto cavalo · d6 preto peão · e5 preto peão · h5 preto bispo · c4 branco bispo · e4 branco peão · c3 branco cavalo · f3 branco cavalo · h3 branco peão · a2 branco peão · b2 branco peão · c2 branco peão · d2 branco peão · f2 branco peão · g2 branco peão · a1 branco torre · c1 branco bispo · d1 branco rainha · e1 branco rei · h1 branco torre | a8 preto torre · d8 preto rainha · e8 preto rei · f8 preto bispo · g8 preto cavalo · h8 preto torre · a7 preto peão · b7 preto peão · c7 preto peão · f7 preto peão · g7 preto peão · h7 preto peão · c6 preto cavalo · d6 preto peão · e5 preto peão · h5 preto bispo · c4 branco bispo · e4 branco peão · c3 branco cavalo · f3 branco cavalo · h3 branco peão · a2 branco peão · b2 branco peão · c2 branco peão · d2 branco peão · f2 branco peão · g2 branco peão · a1 branco torre · c1 branco bispo · d1 branco rainha · e1 branco rei · h1 branco torre | a8 preto torre · d8 preto rainha · e8 preto rei · f8 preto bispo · g8 preto cavalo · h8 preto torre · a7 preto peão · b7 preto peão · c7 preto peão · f7 preto peão · g7 preto peão · h7 preto peão · c6 preto cavalo · d6 preto peão · e5 preto peão · h5 preto bispo · c4 branco bispo · e4 branco peão · c3 branco cavalo · f3 branco cavalo · h3 branco peão · a2 branco peão · b2 branco peão · c2 branco peão · d2 branco peão · f2 branco peão · g2 branco peão · a1 branco torre · c1 branco bispo · d1 branco rainha · e1 branco rei · h1 branco torre | a8 preto torre · d8 preto rainha · e8 preto rei · f8 preto bispo · g8 preto cavalo · h8 preto torre · a7 preto peão · b7 preto peão · c7 preto peão · f7 preto peão · g7 preto peão · h7 preto peão · c6 preto cavalo · d6 preto peão · e5 preto peão · h5 preto bispo · c4 branco bispo · e4 branco peão · c3 branco cavalo · f3 branco cavalo · h3 branco peão · a2 branco peão · b2 branco peão · c2 branco peão · d2 branco peão · f2 branco peão · g2 branco peão · a1 branco torre · c1 branco bispo · d1 branco rainha · e1 branco rei · h1 branco torre | a8 preto torre · d8 preto rainha · e8 preto rei · f8 preto bispo · g8 preto cavalo · h8 preto torre · a7 preto peão · b7 preto peão · c7 preto peão · f7 preto peão · g7 preto peão · h7 preto peão · c6 preto cavalo · d6 preto peão · e5 preto peão · h5 preto bispo · c4 branco bispo · e4 branco peão · c3 branco cavalo · f3 branco cavalo · h3 branco peão · a2 branco peão · b2 branco peão · c2 branco peão · d2 branco peão · f2 branco peão · g2 branco peão · a1 branco torre · c1 branco bispo · d1 branco rainha · e1 branco rei · h1 branco torre | a8 preto torre · d8 preto rainha · e8 preto rei · f8 preto bispo · g8 preto cavalo · h8 preto torre · a7 preto peão · b7 preto peão · c7 preto peão · f7 preto peão · g7 preto peão · h7 preto peão · c6 preto cavalo · d6 preto peão · e5 preto peão · h5 preto bispo · c4 branco bispo · e4 branco peão · c3 branco cavalo · f3 branco cavalo · h3 branco peão · a2 branco peão · b2 branco peão · c2 branco peão · d2 branco peão · f2 branco peão · g2 branco peão · a1 branco torre · c1 branco bispo · d1 branco rainha · e1 branco rei · h1 branco torre | a8 preto torre · d8 preto rainha · e8 preto rei · f8 preto bispo · g8 preto cavalo · h8 preto torre · a7 preto peão · b7 preto peão · c7 preto peão · f7 preto peão · g7 preto peão · h7 preto peão · c6 preto cavalo · d6 preto peão · e5 preto peão · h5 preto bispo · c4 branco bispo · e4 branco peão · c3 branco cavalo · f3 branco cavalo · h3 branco peão · a2 branco peão · b2 branco peão · c2 branco peão · d2 branco peão · f2 branco peão · g2 branco peão · a1 branco torre · c1 branco bispo · d1 branco rainha · e1 branco rei · h1 branco torre | a8 preto torre · d8 preto rainha · e8 preto rei · f8 preto bispo · g8 preto cavalo · h8 preto torre · a7 preto peão · b7 preto peão · c7 preto peão · f7 preto peão · g7 preto peão · h7 preto peão · c6 preto cavalo · d6 preto peão · e5 preto peão · h5 preto bispo · c4 branco bispo · e4 branco peão · c3 branco cavalo · f3 branco cavalo · h3 branco peão · a2 branco peão · b2 branco peão · c2 branco peão · d2 branco peão · f2 branco peão · g2 branco peão · a1 branco torre · c1 branco bispo · d1 branco rainha · e1 branco rei · h1 branco torre | 7 |
| 6 | a8 preto torre · d8 preto rainha · e8 preto rei · f8 preto bispo · g8 preto cavalo · h8 preto torre · a7 preto peão · b7 preto peão · c7 preto peão · f7 preto peão · g7 preto peão · h7 preto peão · c6 preto cavalo · d6 preto peão · e5 preto peão · h5 preto bispo · c4 branco bispo · e4 branco peão · c3 branco cavalo · f3 branco cavalo · h3 branco peão · a2 branco peão · b2 branco peão · c2 branco peão · d2 branco peão · f2 branco peão · g2 branco peão · a1 branco torre · c1 branco bispo · d1 branco rainha · e1 branco rei · h1 branco torre | a8 preto torre · d8 preto rainha · e8 preto rei · f8 preto bispo · g8 preto cavalo · h8 preto torre · a7 preto peão · b7 preto peão · c7 preto peão · f7 preto peão · g7 preto peão · h7 preto peão · c6 preto cavalo · d6 preto peão · e5 preto peão · h5 preto bispo · c4 branco bispo · e4 branco peão · c3 branco cavalo · f3 branco cavalo · h3 branco peão · a2 branco peão · b2 branco peão · c2 branco peão · d2 branco peão · f2 branco peão · g2 branco peão · a1 branco torre · c1 branco bispo · d1 branco rainha · e1 branco rei · h1 branco torre | a8 preto torre · d8 preto rainha · e8 preto rei · f8 preto bispo · g8 preto cavalo · h8 preto torre · a7 preto peão · b7 preto peão · c7 preto peão · f7 preto peão · g7 preto peão · h7 preto peão · c6 preto cavalo · d6 preto peão · e5 preto peão · h5 preto bispo · c4 branco bispo · e4 branco peão · c3 branco cavalo · f3 branco cavalo · h3 branco peão · a2 branco peão · b2 branco peão · c2 branco peão · d2 branco peão · f2 branco peão · g2 branco peão · a1 branco torre · c1 branco bispo · d1 branco rainha · e1 branco rei · h1 branco torre | a8 preto torre · d8 preto rainha · e8 preto rei · f8 preto bispo · g8 preto cavalo · h8 preto torre · a7 preto peão · b7 preto peão · c7 preto peão · f7 preto peão · g7 preto peão · h7 preto peão · c6 preto cavalo · d6 preto peão · e5 preto peão · h5 preto bispo · c4 branco bispo · e4 branco peão · c3 branco cavalo · f3 branco cavalo · h3 branco peão · a2 branco peão · b2 branco peão · c2 branco peão · d2 branco peão · f2 branco peão · g2 branco peão · a1 branco torre · c1 branco bispo · d1 branco rainha · e1 branco rei · h1 branco torre | a8 preto torre · d8 preto rainha · e8 preto rei · f8 preto bispo · g8 preto cavalo · h8 preto torre · a7 preto peão · b7 preto peão · c7 preto peão · f7 preto peão · g7 preto peão · h7 preto peão · c6 preto cavalo · d6 preto peão · e5 preto peão · h5 preto bispo · c4 branco bispo · e4 branco peão · c3 branco cavalo · f3 branco cavalo · h3 branco peão · a2 branco peão · b2 branco peão · c2 branco peão · d2 branco peão · f2 branco peão · g2 branco peão · a1 branco torre · c1 branco bispo · d1 branco rainha · e1 branco rei · h1 branco torre | a8 preto torre · d8 preto rainha · e8 preto rei · f8 preto bispo · g8 preto cavalo · h8 preto torre · a7 preto peão · b7 preto peão · c7 preto peão · f7 preto peão · g7 preto peão · h7 preto peão · c6 preto cavalo · d6 preto peão · e5 preto peão · h5 preto bispo · c4 branco bispo · e4 branco peão · c3 branco cavalo · f3 branco cavalo · h3 branco peão · a2 branco peão · b2 branco peão · c2 branco peão · d2 branco peão · f2 branco peão · g2 branco peão · a1 branco torre · c1 branco bispo · d1 branco rainha · e1 branco rei · h1 branco torre | a8 preto torre · d8 preto rainha · e8 preto rei · f8 preto bispo · g8 preto cavalo · h8 preto torre · a7 preto peão · b7 preto peão · c7 preto peão · f7 preto peão · g7 preto peão · h7 preto peão · c6 preto cavalo · d6 preto peão · e5 preto peão · h5 preto bispo · c4 branco bispo · e4 branco peão · c3 branco cavalo · f3 branco cavalo · h3 branco peão · a2 branco peão · b2 branco peão · c2 branco peão · d2 branco peão · f2 branco peão · g2 branco peão · a1 branco torre · c1 branco bispo · d1 branco rainha · e1 branco rei · h1 branco torre | a8 preto torre · d8 preto rainha · e8 preto rei · f8 preto bispo · g8 preto cavalo · h8 preto torre · a7 preto peão · b7 preto peão · c7 preto peão · f7 preto peão · g7 preto peão · h7 preto peão · c6 preto cavalo · d6 preto peão · e5 preto peão · h5 preto bispo · c4 branco bispo · e4 branco peão · c3 branco cavalo · f3 branco cavalo · h3 branco peão · a2 branco peão · b2 branco peão · c2 branco peão · d2 branco peão · f2 branco peão · g2 branco peão · a1 branco torre · c1 branco bispo · d1 branco rainha · e1 branco rei · h1 branco torre | 6 |
| 5 | a8 preto torre · d8 preto rainha · e8 preto rei · f8 preto bispo · g8 preto cavalo · h8 preto torre · a7 preto peão · b7 preto peão · c7 preto peão · f7 preto peão · g7 preto peão · h7 preto peão · c6 preto cavalo · d6 preto peão · e5 preto peão · h5 preto bispo · c4 branco bispo · e4 branco peão · c3 branco cavalo · f3 branco cavalo · h3 branco peão · a2 branco peão · b2 branco peão · c2 branco peão · d2 branco peão · f2 branco peão · g2 branco peão · a1 branco torre · c1 branco bispo · d1 branco rainha · e1 branco rei · h1 branco torre | a8 preto torre · d8 preto rainha · e8 preto rei · f8 preto bispo · g8 preto cavalo · h8 preto torre · a7 preto peão · b7 preto peão · c7 preto peão · f7 preto peão · g7 preto peão · h7 preto peão · c6 preto cavalo · d6 preto peão · e5 preto peão · h5 preto bispo · c4 branco bispo · e4 branco peão · c3 branco cavalo · f3 branco cavalo · h3 branco peão · a2 branco peão · b2 branco peão · c2 branco peão · d2 branco peão · f2 branco peão · g2 branco peão · a1 branco torre · c1 branco bispo · d1 branco rainha · e1 branco rei · h1 branco torre | a8 preto torre · d8 preto rainha · e8 preto rei · f8 preto bispo · g8 preto cavalo · h8 preto torre · a7 preto peão · b7 preto peão · c7 preto peão · f7 preto peão · g7 preto peão · h7 preto peão · c6 preto cavalo · d6 preto peão · e5 preto peão · h5 preto bispo · c4 branco bispo · e4 branco peão · c3 branco cavalo · f3 branco cavalo · h3 branco peão · a2 branco peão · b2 branco peão · c2 branco peão · d2 branco peão · f2 branco peão · g2 branco peão · a1 branco torre · c1 branco bispo · d1 branco rainha · e1 branco rei · h1 branco torre | a8 preto torre · d8 preto rainha · e8 preto rei · f8 preto bispo · g8 preto cavalo · h8 preto torre · a7 preto peão · b7 preto peão · c7 preto peão · f7 preto peão · g7 preto peão · h7 preto peão · c6 preto cavalo · d6 preto peão · e5 preto peão · h5 preto bispo · c4 branco bispo · e4 branco peão · c3 branco cavalo · f3 branco cavalo · h3 branco peão · a2 branco peão · b2 branco peão · c2 branco peão · d2 branco peão · f2 branco peão · g2 branco peão · a1 branco torre · c1 branco bispo · d1 branco rainha · e1 branco rei · h1 branco torre | a8 preto torre · d8 preto rainha · e8 preto rei · f8 preto bispo · g8 preto cavalo · h8 preto torre · a7 preto peão · b7 preto peão · c7 preto peão · f7 preto peão · g7 preto peão · h7 preto peão · c6 preto cavalo · d6 preto peão · e5 preto peão · h5 preto bispo · c4 branco bispo · e4 branco peão · c3 branco cavalo · f3 branco cavalo · h3 branco peão · a2 branco peão · b2 branco peão · c2 branco peão · d2 branco peão · f2 branco peão · g2 branco peão · a1 branco torre · c1 branco bispo · d1 branco rainha · e1 branco rei · h1 branco torre | a8 preto torre · d8 preto rainha · e8 preto rei · f8 preto bispo · g8 preto cavalo · h8 preto torre · a7 preto peão · b7 preto peão · c7 preto peão · f7 preto peão · g7 preto peão · h7 preto peão · c6 preto cavalo · d6 preto peão · e5 preto peão · h5 preto bispo · c4 branco bispo · e4 branco peão · c3 branco cavalo · f3 branco cavalo · h3 branco peão · a2 branco peão · b2 branco peão · c2 branco peão · d2 branco peão · f2 branco peão · g2 branco peão · a1 branco torre · c1 branco bispo · d1 branco rainha · e1 branco rei · h1 branco torre | a8 preto torre · d8 preto rainha · e8 preto rei · f8 preto bispo · g8 preto cavalo · h8 preto torre · a7 preto peão · b7 preto peão · c7 preto peão · f7 preto peão · g7 preto peão · h7 preto peão · c6 preto cavalo · d6 preto peão · e5 preto peão · h5 preto bispo · c4 branco bispo · e4 branco peão · c3 branco cavalo · f3 branco cavalo · h3 branco peão · a2 branco peão · b2 branco peão · c2 branco peão · d2 branco peão · f2 branco peão · g2 branco peão · a1 branco torre · c1 branco bispo · d1 branco rainha · e1 branco rei · h1 branco torre | a8 preto torre · d8 preto rainha · e8 preto rei · f8 preto bispo · g8 preto cavalo · h8 preto torre · a7 preto peão · b7 preto peão · c7 preto peão · f7 preto peão · g7 preto peão · h7 preto peão · c6 preto cavalo · d6 preto peão · e5 preto peão · h5 preto bispo · c4 branco bispo · e4 branco peão · c3 branco cavalo · f3 branco cavalo · h3 branco peão · a2 branco peão · b2 branco peão · c2 branco peão · d2 branco peão · f2 branco peão · g2 branco peão · a1 branco torre · c1 branco bispo · d1 branco rainha · e1 branco rei · h1 branco torre | 5 |
| 4 | a8 preto torre · d8 preto rainha · e8 preto rei · f8 preto bispo · g8 preto cavalo · h8 preto torre · a7 preto peão · b7 preto peão · c7 preto peão · f7 preto peão · g7 preto peão · h7 preto peão · c6 preto cavalo · d6 preto peão · e5 preto peão · h5 preto bispo · c4 branco bispo · e4 branco peão · c3 branco cavalo · f3 branco cavalo · h3 branco peão · a2 branco peão · b2 branco peão · c2 branco peão · d2 branco peão · f2 branco peão · g2 branco peão · a1 branco torre · c1 branco bispo · d1 branco rainha · e1 branco rei · h1 branco torre | a8 preto torre · d8 preto rainha · e8 preto rei · f8 preto bispo · g8 preto cavalo · h8 preto torre · a7 preto peão · b7 preto peão · c7 preto peão · f7 preto peão · g7 preto peão · h7 preto peão · c6 preto cavalo · d6 preto peão · e5 preto peão · h5 preto bispo · c4 branco bispo · e4 branco peão · c3 branco cavalo · f3 branco cavalo · h3 branco peão · a2 branco peão · b2 branco peão · c2 branco peão · d2 branco peão · f2 branco peão · g2 branco peão · a1 branco torre · c1 branco bispo · d1 branco rainha · e1 branco rei · h1 branco torre | a8 preto torre · d8 preto rainha · e8 preto rei · f8 preto bispo · g8 preto cavalo · h8 preto torre · a7 preto peão · b7 preto peão · c7 preto peão · f7 preto peão · g7 preto peão · h7 preto peão · c6 preto cavalo · d6 preto peão · e5 preto peão · h5 preto bispo · c4 branco bispo · e4 branco peão · c3 branco cavalo · f3 branco cavalo · h3 branco peão · a2 branco peão · b2 branco peão · c2 branco peão · d2 branco peão · f2 branco peão · g2 branco peão · a1 branco torre · c1 branco bispo · d1 branco rainha · e1 branco rei · h1 branco torre | a8 preto torre · d8 preto rainha · e8 preto rei · f8 preto bispo · g8 preto cavalo · h8 preto torre · a7 preto peão · b7 preto peão · c7 preto peão · f7 preto peão · g7 preto peão · h7 preto peão · c6 preto cavalo · d6 preto peão · e5 preto peão · h5 preto bispo · c4 branco bispo · e4 branco peão · c3 branco cavalo · f3 branco cavalo · h3 branco peão · a2 branco peão · b2 branco peão · c2 branco peão · d2 branco peão · f2 branco peão · g2 branco peão · a1 branco torre · c1 branco bispo · d1 branco rainha · e1 branco rei · h1 branco torre | a8 preto torre · d8 preto rainha · e8 preto rei · f8 preto bispo · g8 preto cavalo · h8 preto torre · a7 preto peão · b7 preto peão · c7 preto peão · f7 preto peão · g7 preto peão · h7 preto peão · c6 preto cavalo · d6 preto peão · e5 preto peão · h5 preto bispo · c4 branco bispo · e4 branco peão · c3 branco cavalo · f3 branco cavalo · h3 branco peão · a2 branco peão · b2 branco peão · c2 branco peão · d2 branco peão · f2 branco peão · g2 branco peão · a1 branco torre · c1 branco bispo · d1 branco rainha · e1 branco rei · h1 branco torre | a8 preto torre · d8 preto rainha · e8 preto rei · f8 preto bispo · g8 preto cavalo · h8 preto torre · a7 preto peão · b7 preto peão · c7 preto peão · f7 preto peão · g7 preto peão · h7 preto peão · c6 preto cavalo · d6 preto peão · e5 preto peão · h5 preto bispo · c4 branco bispo · e4 branco peão · c3 branco cavalo · f3 branco cavalo · h3 branco peão · a2 branco peão · b2 branco peão · c2 branco peão · d2 branco peão · f2 branco peão · g2 branco peão · a1 branco torre · c1 branco bispo · d1 branco rainha · e1 branco rei · h1 branco torre | a8 preto torre · d8 preto rainha · e8 preto rei · f8 preto bispo · g8 preto cavalo · h8 preto torre · a7 preto peão · b7 preto peão · c7 preto peão · f7 preto peão · g7 preto peão · h7 preto peão · c6 preto cavalo · d6 preto peão · e5 preto peão · h5 preto bispo · c4 branco bispo · e4 branco peão · c3 branco cavalo · f3 branco cavalo · h3 branco peão · a2 branco peão · b2 branco peão · c2 branco peão · d2 branco peão · f2 branco peão · g2 branco peão · a1 branco torre · c1 branco bispo · d1 branco rainha · e1 branco rei · h1 branco torre | a8 preto torre · d8 preto rainha · e8 preto rei · f8 preto bispo · g8 preto cavalo · h8 preto torre · a7 preto peão · b7 preto peão · c7 preto peão · f7 preto peão · g7 preto peão · h7 preto peão · c6 preto cavalo · d6 preto peão · e5 preto peão · h5 preto bispo · c4 branco bispo · e4 branco peão · c3 branco cavalo · f3 branco cavalo · h3 branco peão · a2 branco peão · b2 branco peão · c2 branco peão · d2 branco peão · f2 branco peão · g2 branco peão · a1 branco torre · c1 branco bispo · d1 branco rainha · e1 branco rei · h1 branco torre | 4 |
| 3 | a8 preto torre · d8 preto rainha · e8 preto rei · f8 preto bispo · g8 preto cavalo · h8 preto torre · a7 preto peão · b7 preto peão · c7 preto peão · f7 preto peão · g7 preto peão · h7 preto peão · c6 preto cavalo · d6 preto peão · e5 preto peão · h5 preto bispo · c4 branco bispo · e4 branco peão · c3 branco cavalo · f3 branco cavalo · h3 branco peão · a2 branco peão · b2 branco peão · c2 branco peão · d2 branco peão · f2 branco peão · g2 branco peão · a1 branco torre · c1 branco bispo · d1 branco rainha · e1 branco rei · h1 branco torre | a8 preto torre · d8 preto rainha · e8 preto rei · f8 preto bispo · g8 preto cavalo · h8 preto torre · a7 preto peão · b7 preto peão · c7 preto peão · f7 preto peão · g7 preto peão · h7 preto peão · c6 preto cavalo · d6 preto peão · e5 preto peão · h5 preto bispo · c4 branco bispo · e4 branco peão · c3 branco cavalo · f3 branco cavalo · h3 branco peão · a2 branco peão · b2 branco peão · c2 branco peão · d2 branco peão · f2 branco peão · g2 branco peão · a1 branco torre · c1 branco bispo · d1 branco rainha · e1 branco rei · h1 branco torre | a8 preto torre · d8 preto rainha · e8 preto rei · f8 preto bispo · g8 preto cavalo · h8 preto torre · a7 preto peão · b7 preto peão · c7 preto peão · f7 preto peão · g7 preto peão · h7 preto peão · c6 preto cavalo · d6 preto peão · e5 preto peão · h5 preto bispo · c4 branco bispo · e4 branco peão · c3 branco cavalo · f3 branco cavalo · h3 branco peão · a2 branco peão · b2 branco peão · c2 branco peão · d2 branco peão · f2 branco peão · g2 branco peão · a1 branco torre · c1 branco bispo · d1 branco rainha · e1 branco rei · h1 branco torre | a8 preto torre · d8 preto rainha · e8 preto rei · f8 preto bispo · g8 preto cavalo · h8 preto torre · a7 preto peão · b7 preto peão · c7 preto peão · f7 preto peão · g7 preto peão · h7 preto peão · c6 preto cavalo · d6 preto peão · e5 preto peão · h5 preto bispo · c4 branco bispo · e4 branco peão · c3 branco cavalo · f3 branco cavalo · h3 branco peão · a2 branco peão · b2 branco peão · c2 branco peão · d2 branco peão · f2 branco peão · g2 branco peão · a1 branco torre · c1 branco bispo · d1 branco rainha · e1 branco rei · h1 branco torre | a8 preto torre · d8 preto rainha · e8 preto rei · f8 preto bispo · g8 preto cavalo · h8 preto torre · a7 preto peão · b7 preto peão · c7 preto peão · f7 preto peão · g7 preto peão · h7 preto peão · c6 preto cavalo · d6 preto peão · e5 preto peão · h5 preto bispo · c4 branco bispo · e4 branco peão · c3 branco cavalo · f3 branco cavalo · h3 branco peão · a2 branco peão · b2 branco peão · c2 branco peão · d2 branco peão · f2 branco peão · g2 branco peão · a1 branco torre · c1 branco bispo · d1 branco rainha · e1 branco rei · h1 branco torre | a8 preto torre · d8 preto rainha · e8 preto rei · f8 preto bispo · g8 preto cavalo · h8 preto torre · a7 preto peão · b7 preto peão · c7 preto peão · f7 preto peão · g7 preto peão · h7 preto peão · c6 preto cavalo · d6 preto peão · e5 preto peão · h5 preto bispo · c4 branco bispo · e4 branco peão · c3 branco cavalo · f3 branco cavalo · h3 branco peão · a2 branco peão · b2 branco peão · c2 branco peão · d2 branco peão · f2 branco peão · g2 branco peão · a1 branco torre · c1 branco bispo · d1 branco rainha · e1 branco rei · h1 branco torre | a8 preto torre · d8 preto rainha · e8 preto rei · f8 preto bispo · g8 preto cavalo · h8 preto torre · a7 preto peão · b7 preto peão · c7 preto peão · f7 preto peão · g7 preto peão · h7 preto peão · c6 preto cavalo · d6 preto peão · e5 preto peão · h5 preto bispo · c4 branco bispo · e4 branco peão · c3 branco cavalo · f3 branco cavalo · h3 branco peão · a2 branco peão · b2 branco peão · c2 branco peão · d2 branco peão · f2 branco peão · g2 branco peão · a1 branco torre · c1 branco bispo · d1 branco rainha · e1 branco rei · h1 branco torre | a8 preto torre · d8 preto rainha · e8 preto rei · f8 preto bispo · g8 preto cavalo · h8 preto torre · a7 preto peão · b7 preto peão · c7 preto peão · f7 preto peão · g7 preto peão · h7 preto peão · c6 preto cavalo · d6 preto peão · e5 preto peão · h5 preto bispo · c4 branco bispo · e4 branco peão · c3 branco cavalo · f3 branco cavalo · h3 branco peão · a2 branco peão · b2 branco peão · c2 branco peão · d2 branco peão · f2 branco peão · g2 branco peão · a1 branco torre · c1 branco bispo · d1 branco rainha · e1 branco rei · h1 branco torre | 3 |
| 2 | a8 preto torre · d8 preto rainha · e8 preto rei · f8 preto bispo · g8 preto cavalo · h8 preto torre · a7 preto peão · b7 preto peão · c7 preto peão · f7 preto peão · g7 preto peão · h7 preto peão · c6 preto cavalo · d6 preto peão · e5 preto peão · h5 preto bispo · c4 branco bispo · e4 branco peão · c3 branco cavalo · f3 branco cavalo · h3 branco peão · a2 branco peão · b2 branco peão · c2 branco peão · d2 branco peão · f2 branco peão · g2 branco peão · a1 branco torre · c1 branco bispo · d1 branco rainha · e1 branco rei · h1 branco torre | a8 preto torre · d8 preto rainha · e8 preto rei · f8 preto bispo · g8 preto cavalo · h8 preto torre · a7 preto peão · b7 preto peão · c7 preto peão · f7 preto peão · g7 preto peão · h7 preto peão · c6 preto cavalo · d6 preto peão · e5 preto peão · h5 preto bispo · c4 branco bispo · e4 branco peão · c3 branco cavalo · f3 branco cavalo · h3 branco peão · a2 branco peão · b2 branco peão · c2 branco peão · d2 branco peão · f2 branco peão · g2 branco peão · a1 branco torre · c1 branco bispo · d1 branco rainha · e1 branco rei · h1 branco torre | a8 preto torre · d8 preto rainha · e8 preto rei · f8 preto bispo · g8 preto cavalo · h8 preto torre · a7 preto peão · b7 preto peão · c7 preto peão · f7 preto peão · g7 preto peão · h7 preto peão · c6 preto cavalo · d6 preto peão · e5 preto peão · h5 preto bispo · c4 branco bispo · e4 branco peão · c3 branco cavalo · f3 branco cavalo · h3 branco peão · a2 branco peão · b2 branco peão · c2 branco peão · d2 branco peão · f2 branco peão · g2 branco peão · a1 branco torre · c1 branco bispo · d1 branco rainha · e1 branco rei · h1 branco torre | a8 preto torre · d8 preto rainha · e8 preto rei · f8 preto bispo · g8 preto cavalo · h8 preto torre · a7 preto peão · b7 preto peão · c7 preto peão · f7 preto peão · g7 preto peão · h7 preto peão · c6 preto cavalo · d6 preto peão · e5 preto peão · h5 preto bispo · c4 branco bispo · e4 branco peão · c3 branco cavalo · f3 branco cavalo · h3 branco peão · a2 branco peão · b2 branco peão · c2 branco peão · d2 branco peão · f2 branco peão · g2 branco peão · a1 branco torre · c1 branco bispo · d1 branco rainha · e1 branco rei · h1 branco torre | a8 preto torre · d8 preto rainha · e8 preto rei · f8 preto bispo · g8 preto cavalo · h8 preto torre · a7 preto peão · b7 preto peão · c7 preto peão · f7 preto peão · g7 preto peão · h7 preto peão · c6 preto cavalo · d6 preto peão · e5 preto peão · h5 preto bispo · c4 branco bispo · e4 branco peão · c3 branco cavalo · f3 branco cavalo · h3 branco peão · a2 branco peão · b2 branco peão · c2 branco peão · d2 branco peão · f2 branco peão · g2 branco peão · a1 branco torre · c1 branco bispo · d1 branco rainha · e1 branco rei · h1 branco torre | a8 preto torre · d8 preto rainha · e8 preto rei · f8 preto bispo · g8 preto cavalo · h8 preto torre · a7 preto peão · b7 preto peão · c7 preto peão · f7 preto peão · g7 preto peão · h7 preto peão · c6 preto cavalo · d6 preto peão · e5 preto peão · h5 preto bispo · c4 branco bispo · e4 branco peão · c3 branco cavalo · f3 branco cavalo · h3 branco peão · a2 branco peão · b2 branco peão · c2 branco peão · d2 branco peão · f2 branco peão · g2 branco peão · a1 branco torre · c1 branco bispo · d1 branco rainha · e1 branco rei · h1 branco torre | a8 preto torre · d8 preto rainha · e8 preto rei · f8 preto bispo · g8 preto cavalo · h8 preto torre · a7 preto peão · b7 preto peão · c7 preto peão · f7 preto peão · g7 preto peão · h7 preto peão · c6 preto cavalo · d6 preto peão · e5 preto peão · h5 preto bispo · c4 branco bispo · e4 branco peão · c3 branco cavalo · f3 branco cavalo · h3 branco peão · a2 branco peão · b2 branco peão · c2 branco peão · d2 branco peão · f2 branco peão · g2 branco peão · a1 branco torre · c1 branco bispo · d1 branco rainha · e1 branco rei · h1 branco torre | a8 preto torre · d8 preto rainha · e8 preto rei · f8 preto bispo · g8 preto cavalo · h8 preto torre · a7 preto peão · b7 preto peão · c7 preto peão · f7 preto peão · g7 preto peão · h7 preto peão · c6 preto cavalo · d6 preto peão · e5 preto peão · h5 preto bispo · c4 branco bispo · e4 branco peão · c3 branco cavalo · f3 branco cavalo · h3 branco peão · a2 branco peão · b2 branco peão · c2 branco peão · d2 branco peão · f2 branco peão · g2 branco peão · a1 branco torre · c1 branco bispo · d1 branco rainha · e1 branco rei · h1 branco torre | 2 |
| 1 | a8 preto torre · d8 preto rainha · e8 preto rei · f8 preto bispo · g8 preto cavalo · h8 preto torre · a7 preto peão · b7 preto peão · c7 preto peão · f7 preto peão · g7 preto peão · h7 preto peão · c6 preto cavalo · d6 preto peão · e5 preto peão · h5 preto bispo · c4 branco bispo · e4 branco peão · c3 branco cavalo · f3 branco cavalo · h3 branco peão · a2 branco peão · b2 branco peão · c2 branco peão · d2 branco peão · f2 branco peão · g2 branco peão · a1 branco torre · c1 branco bispo · d1 branco rainha · e1 branco rei · h1 branco torre | a8 preto torre · d8 preto rainha · e8 preto rei · f8 preto bispo · g8 preto cavalo · h8 preto torre · a7 preto peão · b7 preto peão · c7 preto peão · f7 preto peão · g7 preto peão · h7 preto peão · c6 preto cavalo · d6 preto peão · e5 preto peão · h5 preto bispo · c4 branco bispo · e4 branco peão · c3 branco cavalo · f3 branco cavalo · h3 branco peão · a2 branco peão · b2 branco peão · c2 branco peão · d2 branco peão · f2 branco peão · g2 branco peão · a1 branco torre · c1 branco bispo · d1 branco rainha · e1 branco rei · h1 branco torre | a8 preto torre · d8 preto rainha · e8 preto rei · f8 preto bispo · g8 preto cavalo · h8 preto torre · a7 preto peão · b7 preto peão · c7 preto peão · f7 preto peão · g7 preto peão · h7 preto peão · c6 preto cavalo · d6 preto peão · e5 preto peão · h5 preto bispo · c4 branco bispo · e4 branco peão · c3 branco cavalo · f3 branco cavalo · h3 branco peão · a2 branco peão · b2 branco peão · c2 branco peão · d2 branco peão · f2 branco peão · g2 branco peão · a1 branco torre · c1 branco bispo · d1 branco rainha · e1 branco rei · h1 branco torre | a8 preto torre · d8 preto rainha · e8 preto rei · f8 preto bispo · g8 preto cavalo · h8 preto torre · a7 preto peão · b7 preto peão · c7 preto peão · f7 preto peão · g7 preto peão · h7 preto peão · c6 preto cavalo · d6 preto peão · e5 preto peão · h5 preto bispo · c4 branco bispo · e4 branco peão · c3 branco cavalo · f3 branco cavalo · h3 branco peão · a2 branco peão · b2 branco peão · c2 branco peão · d2 branco peão · f2 branco peão · g2 branco peão · a1 branco torre · c1 branco bispo · d1 branco rainha · e1 branco rei · h1 branco torre | a8 preto torre · d8 preto rainha · e8 preto rei · f8 preto bispo · g8 preto cavalo · h8 preto torre · a7 preto peão · b7 preto peão · c7 preto peão · f7 preto peão · g7 preto peão · h7 preto peão · c6 preto cavalo · d6 preto peão · e5 preto peão · h5 preto bispo · c4 branco bispo · e4 branco peão · c3 branco cavalo · f3 branco cavalo · h3 branco peão · a2 branco peão · b2 branco peão · c2 branco peão · d2 branco peão · f2 branco peão · g2 branco peão · a1 branco torre · c1 branco bispo · d1 branco rainha · e1 branco rei · h1 branco torre | a8 preto torre · d8 preto rainha · e8 preto rei · f8 preto bispo · g8 preto cavalo · h8 preto torre · a7 preto peão · b7 preto peão · c7 preto peão · f7 preto peão · g7 preto peão · h7 preto peão · c6 preto cavalo · d6 preto peão · e5 preto peão · h5 preto bispo · c4 branco bispo · e4 branco peão · c3 branco cavalo · f3 branco cavalo · h3 branco peão · a2 branco peão · b2 branco peão · c2 branco peão · d2 branco peão · f2 branco peão · g2 branco peão · a1 branco torre · c1 branco bispo · d1 branco rainha · e1 branco rei · h1 branco torre | a8 preto torre · d8 preto rainha · e8 preto rei · f8 preto bispo · g8 preto cavalo · h8 preto torre · a7 preto peão · b7 preto peão · c7 preto peão · f7 preto peão · g7 preto peão · h7 preto peão · c6 preto cavalo · d6 preto peão · e5 preto peão · h5 preto bispo · c4 branco bispo · e4 branco peão · c3 branco cavalo · f3 branco cavalo · h3 branco peão · a2 branco peão · b2 branco peão · c2 branco peão · d2 branco peão · f2 branco peão · g2 branco peão · a1 branco torre · c1 branco bispo · d1 branco rainha · e1 branco rei · h1 branco torre | a8 preto torre · d8 preto rainha · e8 preto rei · f8 preto bispo · g8 preto cavalo · h8 preto torre · a7 preto peão · b7 preto peão · c7 preto peão · f7 preto peão · g7 preto peão · h7 preto peão · c6 preto cavalo · d6 preto peão · e5 preto peão · h5 preto bispo · c4 branco bispo · e4 branco peão · c3 branco cavalo · f3 branco cavalo · h3 branco peão · a2 branco peão · b2 branco peão · c2 branco peão · d2 branco peão · f2 branco peão · g2 branco peão · a1 branco torre · c1 branco bispo · d1 branco rainha · e1 branco rei · h1 branco torre | 1 |
|   | a | b | c | d | e | f | g | h |   |

Existe uma grande variedade de sequências de lances onde esta armadilha pode aparecer, uma delas é a seguinte:
1. e4 e5
2. Cf3 Cc6
3. Bc4 d6
Apesar de 3…d6 ser uma resposta que pode ser usada contra o Giuoco Piano, ela é um pouco passiva, e é transposta para uma das linhas da Defesa Philidor.
4. Cc3 Bg4?!
As pretas aparentemente cravaram o cavalo, impedindo-o de jogar no centro. Estrategicamente é uma boa ideia, mas há uma falha tática no lance.
5. h3
Nesta posição, o lance 5.Cxe5? é uma armadilha falha. Apesar da dama branca ainda não poder ser tomada (5…Bxd1??) sem perder em dois lances, 5…Cxe5 ganha um cavalo (em troca de um peão). Em vez disso, com 5.h3 as brancas "questionam" o bispo que deve ou recuar na diagonal c8-h3, capturar o cavalo, ser capturado, ou, como neste jogo, mover-se para uma casa insegura.
|   | a | b | c | d | e | f | g | h |   |
| 8 | a8 preto torre · d8 preto rainha · f8 preto bispo · g8 preto cavalo · h8 preto torre · a7 preto peão · b7 preto peão · c7 preto peão · e7 preto rei · f7 branco bispo · g7 preto peão · h7 preto peão · c6 preto cavalo · d6 preto peão · d5 branco cavalo · e5 branco cavalo · e4 branco peão · h3 branco peão · a2 branco peão · b2 branco peão · c2 branco peão · d2 branco peão · f2 branco peão · g2 branco peão · a1 branco torre · c1 branco bispo · d1 preto bispo · e1 branco rei · h1 branco torre | a8 preto torre · d8 preto rainha · f8 preto bispo · g8 preto cavalo · h8 preto torre · a7 preto peão · b7 preto peão · c7 preto peão · e7 preto rei · f7 branco bispo · g7 preto peão · h7 preto peão · c6 preto cavalo · d6 preto peão · d5 branco cavalo · e5 branco cavalo · e4 branco peão · h3 branco peão · a2 branco peão · b2 branco peão · c2 branco peão · d2 branco peão · f2 branco peão · g2 branco peão · a1 branco torre · c1 branco bispo · d1 preto bispo · e1 branco rei · h1 branco torre | a8 preto torre · d8 preto rainha · f8 preto bispo · g8 preto cavalo · h8 preto torre · a7 preto peão · b7 preto peão · c7 preto peão · e7 preto rei · f7 branco bispo · g7 preto peão · h7 preto peão · c6 preto cavalo · d6 preto peão · d5 branco cavalo · e5 branco cavalo · e4 branco peão · h3 branco peão · a2 branco peão · b2 branco peão · c2 branco peão · d2 branco peão · f2 branco peão · g2 branco peão · a1 branco torre · c1 branco bispo · d1 preto bispo · e1 branco rei · h1 branco torre | a8 preto torre · d8 preto rainha · f8 preto bispo · g8 preto cavalo · h8 preto torre · a7 preto peão · b7 preto peão · c7 preto peão · e7 preto rei · f7 branco bispo · g7 preto peão · h7 preto peão · c6 preto cavalo · d6 preto peão · d5 branco cavalo · e5 branco cavalo · e4 branco peão · h3 branco peão · a2 branco peão · b2 branco peão · c2 branco peão · d2 branco peão · f2 branco peão · g2 branco peão · a1 branco torre · c1 branco bispo · d1 preto bispo · e1 branco rei · h1 branco torre | a8 preto torre · d8 preto rainha · f8 preto bispo · g8 preto cavalo · h8 preto torre · a7 preto peão · b7 preto peão · c7 preto peão · e7 preto rei · f7 branco bispo · g7 preto peão · h7 preto peão · c6 preto cavalo · d6 preto peão · d5 branco cavalo · e5 branco cavalo · e4 branco peão · h3 branco peão · a2 branco peão · b2 branco peão · c2 branco peão · d2 branco peão · f2 branco peão · g2 branco peão · a1 branco torre · c1 branco bispo · d1 preto bispo · e1 branco rei · h1 branco torre | a8 preto torre · d8 preto rainha · f8 preto bispo · g8 preto cavalo · h8 preto torre · a7 preto peão · b7 preto peão · c7 preto peão · e7 preto rei · f7 branco bispo · g7 preto peão · h7 preto peão · c6 preto cavalo · d6 preto peão · d5 branco cavalo · e5 branco cavalo · e4 branco peão · h3 branco peão · a2 branco peão · b2 branco peão · c2 branco peão · d2 branco peão · f2 branco peão · g2 branco peão · a1 branco torre · c1 branco bispo · d1 preto bispo · e1 branco rei · h1 branco torre | a8 preto torre · d8 preto rainha · f8 preto bispo · g8 preto cavalo · h8 preto torre · a7 preto peão · b7 preto peão · c7 preto peão · e7 preto rei · f7 branco bispo · g7 preto peão · h7 preto peão · c6 preto cavalo · d6 preto peão · d5 branco cavalo · e5 branco cavalo · e4 branco peão · h3 branco peão · a2 branco peão · b2 branco peão · c2 branco peão · d2 branco peão · f2 branco peão · g2 branco peão · a1 branco torre · c1 branco bispo · d1 preto bispo · e1 branco rei · h1 branco torre | a8 preto torre · d8 preto rainha · f8 preto bispo · g8 preto cavalo · h8 preto torre · a7 preto peão · b7 preto peão · c7 preto peão · e7 preto rei · f7 branco bispo · g7 preto peão · h7 preto peão · c6 preto cavalo · d6 preto peão · d5 branco cavalo · e5 branco cavalo · e4 branco peão · h3 branco peão · a2 branco peão · b2 branco peão · c2 branco peão · d2 branco peão · f2 branco peão · g2 branco peão · a1 branco torre · c1 branco bispo · d1 preto bispo · e1 branco rei · h1 branco torre | 8 |
| 7 | a8 preto torre · d8 preto rainha · f8 preto bispo · g8 preto cavalo · h8 preto torre · a7 preto peão · b7 preto peão · c7 preto peão · e7 preto rei · f7 branco bispo · g7 preto peão · h7 preto peão · c6 preto cavalo · d6 preto peão · d5 branco cavalo · e5 branco cavalo · e4 branco peão · h3 branco peão · a2 branco peão · b2 branco peão · c2 branco peão · d2 branco peão · f2 branco peão · g2 branco peão · a1 branco torre · c1 branco bispo · d1 preto bispo · e1 branco rei · h1 branco torre | a8 preto torre · d8 preto rainha · f8 preto bispo · g8 preto cavalo · h8 preto torre · a7 preto peão · b7 preto peão · c7 preto peão · e7 preto rei · f7 branco bispo · g7 preto peão · h7 preto peão · c6 preto cavalo · d6 preto peão · d5 branco cavalo · e5 branco cavalo · e4 branco peão · h3 branco peão · a2 branco peão · b2 branco peão · c2 branco peão · d2 branco peão · f2 branco peão · g2 branco peão · a1 branco torre · c1 branco bispo · d1 preto bispo · e1 branco rei · h1 branco torre | a8 preto torre · d8 preto rainha · f8 preto bispo · g8 preto cavalo · h8 preto torre · a7 preto peão · b7 preto peão · c7 preto peão · e7 preto rei · f7 branco bispo · g7 preto peão · h7 preto peão · c6 preto cavalo · d6 preto peão · d5 branco cavalo · e5 branco cavalo · e4 branco peão · h3 branco peão · a2 branco peão · b2 branco peão · c2 branco peão · d2 branco peão · f2 branco peão · g2 branco peão · a1 branco torre · c1 branco bispo · d1 preto bispo · e1 branco rei · h1 branco torre | a8 preto torre · d8 preto rainha · f8 preto bispo · g8 preto cavalo · h8 preto torre · a7 preto peão · b7 preto peão · c7 preto peão · e7 preto rei · f7 branco bispo · g7 preto peão · h7 preto peão · c6 preto cavalo · d6 preto peão · d5 branco cavalo · e5 branco cavalo · e4 branco peão · h3 branco peão · a2 branco peão · b2 branco peão · c2 branco peão · d2 branco peão · f2 branco peão · g2 branco peão · a1 branco torre · c1 branco bispo · d1 preto bispo · e1 branco rei · h1 branco torre | a8 preto torre · d8 preto rainha · f8 preto bispo · g8 preto cavalo · h8 preto torre · a7 preto peão · b7 preto peão · c7 preto peão · e7 preto rei · f7 branco bispo · g7 preto peão · h7 preto peão · c6 preto cavalo · d6 preto peão · d5 branco cavalo · e5 branco cavalo · e4 branco peão · h3 branco peão · a2 branco peão · b2 branco peão · c2 branco peão · d2 branco peão · f2 branco peão · g2 branco peão · a1 branco torre · c1 branco bispo · d1 preto bispo · e1 branco rei · h1 branco torre | a8 preto torre · d8 preto rainha · f8 preto bispo · g8 preto cavalo · h8 preto torre · a7 preto peão · b7 preto peão · c7 preto peão · e7 preto rei · f7 branco bispo · g7 preto peão · h7 preto peão · c6 preto cavalo · d6 preto peão · d5 branco cavalo · e5 branco cavalo · e4 branco peão · h3 branco peão · a2 branco peão · b2 branco peão · c2 branco peão · d2 branco peão · f2 branco peão · g2 branco peão · a1 branco torre · c1 branco bispo · d1 preto bispo · e1 branco rei · h1 branco torre | a8 preto torre · d8 preto rainha · f8 preto bispo · g8 preto cavalo · h8 preto torre · a7 preto peão · b7 preto peão · c7 preto peão · e7 preto rei · f7 branco bispo · g7 preto peão · h7 preto peão · c6 preto cavalo · d6 preto peão · d5 branco cavalo · e5 branco cavalo · e4 branco peão · h3 branco peão · a2 branco peão · b2 branco peão · c2 branco peão · d2 branco peão · f2 branco peão · g2 branco peão · a1 branco torre · c1 branco bispo · d1 preto bispo · e1 branco rei · h1 branco torre | a8 preto torre · d8 preto rainha · f8 preto bispo · g8 preto cavalo · h8 preto torre · a7 preto peão · b7 preto peão · c7 preto peão · e7 preto rei · f7 branco bispo · g7 preto peão · h7 preto peão · c6 preto cavalo · d6 preto peão · d5 branco cavalo · e5 branco cavalo · e4 branco peão · h3 branco peão · a2 branco peão · b2 branco peão · c2 branco peão · d2 branco peão · f2 branco peão · g2 branco peão · a1 branco torre · c1 branco bispo · d1 preto bispo · e1 branco rei · h1 branco torre | 7 |
| 6 | a8 preto torre · d8 preto rainha · f8 preto bispo · g8 preto cavalo · h8 preto torre · a7 preto peão · b7 preto peão · c7 preto peão · e7 preto rei · f7 branco bispo · g7 preto peão · h7 preto peão · c6 preto cavalo · d6 preto peão · d5 branco cavalo · e5 branco cavalo · e4 branco peão · h3 branco peão · a2 branco peão · b2 branco peão · c2 branco peão · d2 branco peão · f2 branco peão · g2 branco peão · a1 branco torre · c1 branco bispo · d1 preto bispo · e1 branco rei · h1 branco torre | a8 preto torre · d8 preto rainha · f8 preto bispo · g8 preto cavalo · h8 preto torre · a7 preto peão · b7 preto peão · c7 preto peão · e7 preto rei · f7 branco bispo · g7 preto peão · h7 preto peão · c6 preto cavalo · d6 preto peão · d5 branco cavalo · e5 branco cavalo · e4 branco peão · h3 branco peão · a2 branco peão · b2 branco peão · c2 branco peão · d2 branco peão · f2 branco peão · g2 branco peão · a1 branco torre · c1 branco bispo · d1 preto bispo · e1 branco rei · h1 branco torre | a8 preto torre · d8 preto rainha · f8 preto bispo · g8 preto cavalo · h8 preto torre · a7 preto peão · b7 preto peão · c7 preto peão · e7 preto rei · f7 branco bispo · g7 preto peão · h7 preto peão · c6 preto cavalo · d6 preto peão · d5 branco cavalo · e5 branco cavalo · e4 branco peão · h3 branco peão · a2 branco peão · b2 branco peão · c2 branco peão · d2 branco peão · f2 branco peão · g2 branco peão · a1 branco torre · c1 branco bispo · d1 preto bispo · e1 branco rei · h1 branco torre | a8 preto torre · d8 preto rainha · f8 preto bispo · g8 preto cavalo · h8 preto torre · a7 preto peão · b7 preto peão · c7 preto peão · e7 preto rei · f7 branco bispo · g7 preto peão · h7 preto peão · c6 preto cavalo · d6 preto peão · d5 branco cavalo · e5 branco cavalo · e4 branco peão · h3 branco peão · a2 branco peão · b2 branco peão · c2 branco peão · d2 branco peão · f2 branco peão · g2 branco peão · a1 branco torre · c1 branco bispo · d1 preto bispo · e1 branco rei · h1 branco torre | a8 preto torre · d8 preto rainha · f8 preto bispo · g8 preto cavalo · h8 preto torre · a7 preto peão · b7 preto peão · c7 preto peão · e7 preto rei · f7 branco bispo · g7 preto peão · h7 preto peão · c6 preto cavalo · d6 preto peão · d5 branco cavalo · e5 branco cavalo · e4 branco peão · h3 branco peão · a2 branco peão · b2 branco peão · c2 branco peão · d2 branco peão · f2 branco peão · g2 branco peão · a1 branco torre · c1 branco bispo · d1 preto bispo · e1 branco rei · h1 branco torre | a8 preto torre · d8 preto rainha · f8 preto bispo · g8 preto cavalo · h8 preto torre · a7 preto peão · b7 preto peão · c7 preto peão · e7 preto rei · f7 branco bispo · g7 preto peão · h7 preto peão · c6 preto cavalo · d6 preto peão · d5 branco cavalo · e5 branco cavalo · e4 branco peão · h3 branco peão · a2 branco peão · b2 branco peão · c2 branco peão · d2 branco peão · f2 branco peão · g2 branco peão · a1 branco torre · c1 branco bispo · d1 preto bispo · e1 branco rei · h1 branco torre | a8 preto torre · d8 preto rainha · f8 preto bispo · g8 preto cavalo · h8 preto torre · a7 preto peão · b7 preto peão · c7 preto peão · e7 preto rei · f7 branco bispo · g7 preto peão · h7 preto peão · c6 preto cavalo · d6 preto peão · d5 branco cavalo · e5 branco cavalo · e4 branco peão · h3 branco peão · a2 branco peão · b2 branco peão · c2 branco peão · d2 branco peão · f2 branco peão · g2 branco peão · a1 branco torre · c1 branco bispo · d1 preto bispo · e1 branco rei · h1 branco torre | a8 preto torre · d8 preto rainha · f8 preto bispo · g8 preto cavalo · h8 preto torre · a7 preto peão · b7 preto peão · c7 preto peão · e7 preto rei · f7 branco bispo · g7 preto peão · h7 preto peão · c6 preto cavalo · d6 preto peão · d5 branco cavalo · e5 branco cavalo · e4 branco peão · h3 branco peão · a2 branco peão · b2 branco peão · c2 branco peão · d2 branco peão · f2 branco peão · g2 branco peão · a1 branco torre · c1 branco bispo · d1 preto bispo · e1 branco rei · h1 branco torre | 6 |
| 5 | a8 preto torre · d8 preto rainha · f8 preto bispo · g8 preto cavalo · h8 preto torre · a7 preto peão · b7 preto peão · c7 preto peão · e7 preto rei · f7 branco bispo · g7 preto peão · h7 preto peão · c6 preto cavalo · d6 preto peão · d5 branco cavalo · e5 branco cavalo · e4 branco peão · h3 branco peão · a2 branco peão · b2 branco peão · c2 branco peão · d2 branco peão · f2 branco peão · g2 branco peão · a1 branco torre · c1 branco bispo · d1 preto bispo · e1 branco rei · h1 branco torre | a8 preto torre · d8 preto rainha · f8 preto bispo · g8 preto cavalo · h8 preto torre · a7 preto peão · b7 preto peão · c7 preto peão · e7 preto rei · f7 branco bispo · g7 preto peão · h7 preto peão · c6 preto cavalo · d6 preto peão · d5 branco cavalo · e5 branco cavalo · e4 branco peão · h3 branco peão · a2 branco peão · b2 branco peão · c2 branco peão · d2 branco peão · f2 branco peão · g2 branco peão · a1 branco torre · c1 branco bispo · d1 preto bispo · e1 branco rei · h1 branco torre | a8 preto torre · d8 preto rainha · f8 preto bispo · g8 preto cavalo · h8 preto torre · a7 preto peão · b7 preto peão · c7 preto peão · e7 preto rei · f7 branco bispo · g7 preto peão · h7 preto peão · c6 preto cavalo · d6 preto peão · d5 branco cavalo · e5 branco cavalo · e4 branco peão · h3 branco peão · a2 branco peão · b2 branco peão · c2 branco peão · d2 branco peão · f2 branco peão · g2 branco peão · a1 branco torre · c1 branco bispo · d1 preto bispo · e1 branco rei · h1 branco torre | a8 preto torre · d8 preto rainha · f8 preto bispo · g8 preto cavalo · h8 preto torre · a7 preto peão · b7 preto peão · c7 preto peão · e7 preto rei · f7 branco bispo · g7 preto peão · h7 preto peão · c6 preto cavalo · d6 preto peão · d5 branco cavalo · e5 branco cavalo · e4 branco peão · h3 branco peão · a2 branco peão · b2 branco peão · c2 branco peão · d2 branco peão · f2 branco peão · g2 branco peão · a1 branco torre · c1 branco bispo · d1 preto bispo · e1 branco rei · h1 branco torre | a8 preto torre · d8 preto rainha · f8 preto bispo · g8 preto cavalo · h8 preto torre · a7 preto peão · b7 preto peão · c7 preto peão · e7 preto rei · f7 branco bispo · g7 preto peão · h7 preto peão · c6 preto cavalo · d6 preto peão · d5 branco cavalo · e5 branco cavalo · e4 branco peão · h3 branco peão · a2 branco peão · b2 branco peão · c2 branco peão · d2 branco peão · f2 branco peão · g2 branco peão · a1 branco torre · c1 branco bispo · d1 preto bispo · e1 branco rei · h1 branco torre | a8 preto torre · d8 preto rainha · f8 preto bispo · g8 preto cavalo · h8 preto torre · a7 preto peão · b7 preto peão · c7 preto peão · e7 preto rei · f7 branco bispo · g7 preto peão · h7 preto peão · c6 preto cavalo · d6 preto peão · d5 branco cavalo · e5 branco cavalo · e4 branco peão · h3 branco peão · a2 branco peão · b2 branco peão · c2 branco peão · d2 branco peão · f2 branco peão · g2 branco peão · a1 branco torre · c1 branco bispo · d1 preto bispo · e1 branco rei · h1 branco torre | a8 preto torre · d8 preto rainha · f8 preto bispo · g8 preto cavalo · h8 preto torre · a7 preto peão · b7 preto peão · c7 preto peão · e7 preto rei · f7 branco bispo · g7 preto peão · h7 preto peão · c6 preto cavalo · d6 preto peão · d5 branco cavalo · e5 branco cavalo · e4 branco peão · h3 branco peão · a2 branco peão · b2 branco peão · c2 branco peão · d2 branco peão · f2 branco peão · g2 branco peão · a1 branco torre · c1 branco bispo · d1 preto bispo · e1 branco rei · h1 branco torre | a8 preto torre · d8 preto rainha · f8 preto bispo · g8 preto cavalo · h8 preto torre · a7 preto peão · b7 preto peão · c7 preto peão · e7 preto rei · f7 branco bispo · g7 preto peão · h7 preto peão · c6 preto cavalo · d6 preto peão · d5 branco cavalo · e5 branco cavalo · e4 branco peão · h3 branco peão · a2 branco peão · b2 branco peão · c2 branco peão · d2 branco peão · f2 branco peão · g2 branco peão · a1 branco torre · c1 branco bispo · d1 preto bispo · e1 branco rei · h1 branco torre | 5 |
| 4 | a8 preto torre · d8 preto rainha · f8 preto bispo · g8 preto cavalo · h8 preto torre · a7 preto peão · b7 preto peão · c7 preto peão · e7 preto rei · f7 branco bispo · g7 preto peão · h7 preto peão · c6 preto cavalo · d6 preto peão · d5 branco cavalo · e5 branco cavalo · e4 branco peão · h3 branco peão · a2 branco peão · b2 branco peão · c2 branco peão · d2 branco peão · f2 branco peão · g2 branco peão · a1 branco torre · c1 branco bispo · d1 preto bispo · e1 branco rei · h1 branco torre | a8 preto torre · d8 preto rainha · f8 preto bispo · g8 preto cavalo · h8 preto torre · a7 preto peão · b7 preto peão · c7 preto peão · e7 preto rei · f7 branco bispo · g7 preto peão · h7 preto peão · c6 preto cavalo · d6 preto peão · d5 branco cavalo · e5 branco cavalo · e4 branco peão · h3 branco peão · a2 branco peão · b2 branco peão · c2 branco peão · d2 branco peão · f2 branco peão · g2 branco peão · a1 branco torre · c1 branco bispo · d1 preto bispo · e1 branco rei · h1 branco torre | a8 preto torre · d8 preto rainha · f8 preto bispo · g8 preto cavalo · h8 preto torre · a7 preto peão · b7 preto peão · c7 preto peão · e7 preto rei · f7 branco bispo · g7 preto peão · h7 preto peão · c6 preto cavalo · d6 preto peão · d5 branco cavalo · e5 branco cavalo · e4 branco peão · h3 branco peão · a2 branco peão · b2 branco peão · c2 branco peão · d2 branco peão · f2 branco peão · g2 branco peão · a1 branco torre · c1 branco bispo · d1 preto bispo · e1 branco rei · h1 branco torre | a8 preto torre · d8 preto rainha · f8 preto bispo · g8 preto cavalo · h8 preto torre · a7 preto peão · b7 preto peão · c7 preto peão · e7 preto rei · f7 branco bispo · g7 preto peão · h7 preto peão · c6 preto cavalo · d6 preto peão · d5 branco cavalo · e5 branco cavalo · e4 branco peão · h3 branco peão · a2 branco peão · b2 branco peão · c2 branco peão · d2 branco peão · f2 branco peão · g2 branco peão · a1 branco torre · c1 branco bispo · d1 preto bispo · e1 branco rei · h1 branco torre | a8 preto torre · d8 preto rainha · f8 preto bispo · g8 preto cavalo · h8 preto torre · a7 preto peão · b7 preto peão · c7 preto peão · e7 preto rei · f7 branco bispo · g7 preto peão · h7 preto peão · c6 preto cavalo · d6 preto peão · d5 branco cavalo · e5 branco cavalo · e4 branco peão · h3 branco peão · a2 branco peão · b2 branco peão · c2 branco peão · d2 branco peão · f2 branco peão · g2 branco peão · a1 branco torre · c1 branco bispo · d1 preto bispo · e1 branco rei · h1 branco torre | a8 preto torre · d8 preto rainha · f8 preto bispo · g8 preto cavalo · h8 preto torre · a7 preto peão · b7 preto peão · c7 preto peão · e7 preto rei · f7 branco bispo · g7 preto peão · h7 preto peão · c6 preto cavalo · d6 preto peão · d5 branco cavalo · e5 branco cavalo · e4 branco peão · h3 branco peão · a2 branco peão · b2 branco peão · c2 branco peão · d2 branco peão · f2 branco peão · g2 branco peão · a1 branco torre · c1 branco bispo · d1 preto bispo · e1 branco rei · h1 branco torre | a8 preto torre · d8 preto rainha · f8 preto bispo · g8 preto cavalo · h8 preto torre · a7 preto peão · b7 preto peão · c7 preto peão · e7 preto rei · f7 branco bispo · g7 preto peão · h7 preto peão · c6 preto cavalo · d6 preto peão · d5 branco cavalo · e5 branco cavalo · e4 branco peão · h3 branco peão · a2 branco peão · b2 branco peão · c2 branco peão · d2 branco peão · f2 branco peão · g2 branco peão · a1 branco torre · c1 branco bispo · d1 preto bispo · e1 branco rei · h1 branco torre | a8 preto torre · d8 preto rainha · f8 preto bispo · g8 preto cavalo · h8 preto torre · a7 preto peão · b7 preto peão · c7 preto peão · e7 preto rei · f7 branco bispo · g7 preto peão · h7 preto peão · c6 preto cavalo · d6 preto peão · d5 branco cavalo · e5 branco cavalo · e4 branco peão · h3 branco peão · a2 branco peão · b2 branco peão · c2 branco peão · d2 branco peão · f2 branco peão · g2 branco peão · a1 branco torre · c1 branco bispo · d1 preto bispo · e1 branco rei · h1 branco torre | 4 |
| 3 | a8 preto torre · d8 preto rainha · f8 preto bispo · g8 preto cavalo · h8 preto torre · a7 preto peão · b7 preto peão · c7 preto peão · e7 preto rei · f7 branco bispo · g7 preto peão · h7 preto peão · c6 preto cavalo · d6 preto peão · d5 branco cavalo · e5 branco cavalo · e4 branco peão · h3 branco peão · a2 branco peão · b2 branco peão · c2 branco peão · d2 branco peão · f2 branco peão · g2 branco peão · a1 branco torre · c1 branco bispo · d1 preto bispo · e1 branco rei · h1 branco torre | a8 preto torre · d8 preto rainha · f8 preto bispo · g8 preto cavalo · h8 preto torre · a7 preto peão · b7 preto peão · c7 preto peão · e7 preto rei · f7 branco bispo · g7 preto peão · h7 preto peão · c6 preto cavalo · d6 preto peão · d5 branco cavalo · e5 branco cavalo · e4 branco peão · h3 branco peão · a2 branco peão · b2 branco peão · c2 branco peão · d2 branco peão · f2 branco peão · g2 branco peão · a1 branco torre · c1 branco bispo · d1 preto bispo · e1 branco rei · h1 branco torre | a8 preto torre · d8 preto rainha · f8 preto bispo · g8 preto cavalo · h8 preto torre · a7 preto peão · b7 preto peão · c7 preto peão · e7 preto rei · f7 branco bispo · g7 preto peão · h7 preto peão · c6 preto cavalo · d6 preto peão · d5 branco cavalo · e5 branco cavalo · e4 branco peão · h3 branco peão · a2 branco peão · b2 branco peão · c2 branco peão · d2 branco peão · f2 branco peão · g2 branco peão · a1 branco torre · c1 branco bispo · d1 preto bispo · e1 branco rei · h1 branco torre | a8 preto torre · d8 preto rainha · f8 preto bispo · g8 preto cavalo · h8 preto torre · a7 preto peão · b7 preto peão · c7 preto peão · e7 preto rei · f7 branco bispo · g7 preto peão · h7 preto peão · c6 preto cavalo · d6 preto peão · d5 branco cavalo · e5 branco cavalo · e4 branco peão · h3 branco peão · a2 branco peão · b2 branco peão · c2 branco peão · d2 branco peão · f2 branco peão · g2 branco peão · a1 branco torre · c1 branco bispo · d1 preto bispo · e1 branco rei · h1 branco torre | a8 preto torre · d8 preto rainha · f8 preto bispo · g8 preto cavalo · h8 preto torre · a7 preto peão · b7 preto peão · c7 preto peão · e7 preto rei · f7 branco bispo · g7 preto peão · h7 preto peão · c6 preto cavalo · d6 preto peão · d5 branco cavalo · e5 branco cavalo · e4 branco peão · h3 branco peão · a2 branco peão · b2 branco peão · c2 branco peão · d2 branco peão · f2 branco peão · g2 branco peão · a1 branco torre · c1 branco bispo · d1 preto bispo · e1 branco rei · h1 branco torre | a8 preto torre · d8 preto rainha · f8 preto bispo · g8 preto cavalo · h8 preto torre · a7 preto peão · b7 preto peão · c7 preto peão · e7 preto rei · f7 branco bispo · g7 preto peão · h7 preto peão · c6 preto cavalo · d6 preto peão · d5 branco cavalo · e5 branco cavalo · e4 branco peão · h3 branco peão · a2 branco peão · b2 branco peão · c2 branco peão · d2 branco peão · f2 branco peão · g2 branco peão · a1 branco torre · c1 branco bispo · d1 preto bispo · e1 branco rei · h1 branco torre | a8 preto torre · d8 preto rainha · f8 preto bispo · g8 preto cavalo · h8 preto torre · a7 preto peão · b7 preto peão · c7 preto peão · e7 preto rei · f7 branco bispo · g7 preto peão · h7 preto peão · c6 preto cavalo · d6 preto peão · d5 branco cavalo · e5 branco cavalo · e4 branco peão · h3 branco peão · a2 branco peão · b2 branco peão · c2 branco peão · d2 branco peão · f2 branco peão · g2 branco peão · a1 branco torre · c1 branco bispo · d1 preto bispo · e1 branco rei · h1 branco torre | a8 preto torre · d8 preto rainha · f8 preto bispo · g8 preto cavalo · h8 preto torre · a7 preto peão · b7 preto peão · c7 preto peão · e7 preto rei · f7 branco bispo · g7 preto peão · h7 preto peão · c6 preto cavalo · d6 preto peão · d5 branco cavalo · e5 branco cavalo · e4 branco peão · h3 branco peão · a2 branco peão · b2 branco peão · c2 branco peão · d2 branco peão · f2 branco peão · g2 branco peão · a1 branco torre · c1 branco bispo · d1 preto bispo · e1 branco rei · h1 branco torre | 3 |
| 2 | a8 preto torre · d8 preto rainha · f8 preto bispo · g8 preto cavalo · h8 preto torre · a7 preto peão · b7 preto peão · c7 preto peão · e7 preto rei · f7 branco bispo · g7 preto peão · h7 preto peão · c6 preto cavalo · d6 preto peão · d5 branco cavalo · e5 branco cavalo · e4 branco peão · h3 branco peão · a2 branco peão · b2 branco peão · c2 branco peão · d2 branco peão · f2 branco peão · g2 branco peão · a1 branco torre · c1 branco bispo · d1 preto bispo · e1 branco rei · h1 branco torre | a8 preto torre · d8 preto rainha · f8 preto bispo · g8 preto cavalo · h8 preto torre · a7 preto peão · b7 preto peão · c7 preto peão · e7 preto rei · f7 branco bispo · g7 preto peão · h7 preto peão · c6 preto cavalo · d6 preto peão · d5 branco cavalo · e5 branco cavalo · e4 branco peão · h3 branco peão · a2 branco peão · b2 branco peão · c2 branco peão · d2 branco peão · f2 branco peão · g2 branco peão · a1 branco torre · c1 branco bispo · d1 preto bispo · e1 branco rei · h1 branco torre | a8 preto torre · d8 preto rainha · f8 preto bispo · g8 preto cavalo · h8 preto torre · a7 preto peão · b7 preto peão · c7 preto peão · e7 preto rei · f7 branco bispo · g7 preto peão · h7 preto peão · c6 preto cavalo · d6 preto peão · d5 branco cavalo · e5 branco cavalo · e4 branco peão · h3 branco peão · a2 branco peão · b2 branco peão · c2 branco peão · d2 branco peão · f2 branco peão · g2 branco peão · a1 branco torre · c1 branco bispo · d1 preto bispo · e1 branco rei · h1 branco torre | a8 preto torre · d8 preto rainha · f8 preto bispo · g8 preto cavalo · h8 preto torre · a7 preto peão · b7 preto peão · c7 preto peão · e7 preto rei · f7 branco bispo · g7 preto peão · h7 preto peão · c6 preto cavalo · d6 preto peão · d5 branco cavalo · e5 branco cavalo · e4 branco peão · h3 branco peão · a2 branco peão · b2 branco peão · c2 branco peão · d2 branco peão · f2 branco peão · g2 branco peão · a1 branco torre · c1 branco bispo · d1 preto bispo · e1 branco rei · h1 branco torre | a8 preto torre · d8 preto rainha · f8 preto bispo · g8 preto cavalo · h8 preto torre · a7 preto peão · b7 preto peão · c7 preto peão · e7 preto rei · f7 branco bispo · g7 preto peão · h7 preto peão · c6 preto cavalo · d6 preto peão · d5 branco cavalo · e5 branco cavalo · e4 branco peão · h3 branco peão · a2 branco peão · b2 branco peão · c2 branco peão · d2 branco peão · f2 branco peão · g2 branco peão · a1 branco torre · c1 branco bispo · d1 preto bispo · e1 branco rei · h1 branco torre | a8 preto torre · d8 preto rainha · f8 preto bispo · g8 preto cavalo · h8 preto torre · a7 preto peão · b7 preto peão · c7 preto peão · e7 preto rei · f7 branco bispo · g7 preto peão · h7 preto peão · c6 preto cavalo · d6 preto peão · d5 branco cavalo · e5 branco cavalo · e4 branco peão · h3 branco peão · a2 branco peão · b2 branco peão · c2 branco peão · d2 branco peão · f2 branco peão · g2 branco peão · a1 branco torre · c1 branco bispo · d1 preto bispo · e1 branco rei · h1 branco torre | a8 preto torre · d8 preto rainha · f8 preto bispo · g8 preto cavalo · h8 preto torre · a7 preto peão · b7 preto peão · c7 preto peão · e7 preto rei · f7 branco bispo · g7 preto peão · h7 preto peão · c6 preto cavalo · d6 preto peão · d5 branco cavalo · e5 branco cavalo · e4 branco peão · h3 branco peão · a2 branco peão · b2 branco peão · c2 branco peão · d2 branco peão · f2 branco peão · g2 branco peão · a1 branco torre · c1 branco bispo · d1 preto bispo · e1 branco rei · h1 branco torre | a8 preto torre · d8 preto rainha · f8 preto bispo · g8 preto cavalo · h8 preto torre · a7 preto peão · b7 preto peão · c7 preto peão · e7 preto rei · f7 branco bispo · g7 preto peão · h7 preto peão · c6 preto cavalo · d6 preto peão · d5 branco cavalo · e5 branco cavalo · e4 branco peão · h3 branco peão · a2 branco peão · b2 branco peão · c2 branco peão · d2 branco peão · f2 branco peão · g2 branco peão · a1 branco torre · c1 branco bispo · d1 preto bispo · e1 branco rei · h1 branco torre | 2 |
| 1 | a8 preto torre · d8 preto rainha · f8 preto bispo · g8 preto cavalo · h8 preto torre · a7 preto peão · b7 preto peão · c7 preto peão · e7 preto rei · f7 branco bispo · g7 preto peão · h7 preto peão · c6 preto cavalo · d6 preto peão · d5 branco cavalo · e5 branco cavalo · e4 branco peão · h3 branco peão · a2 branco peão · b2 branco peão · c2 branco peão · d2 branco peão · f2 branco peão · g2 branco peão · a1 branco torre · c1 branco bispo · d1 preto bispo · e1 branco rei · h1 branco torre | a8 preto torre · d8 preto rainha · f8 preto bispo · g8 preto cavalo · h8 preto torre · a7 preto peão · b7 preto peão · c7 preto peão · e7 preto rei · f7 branco bispo · g7 preto peão · h7 preto peão · c6 preto cavalo · d6 preto peão · d5 branco cavalo · e5 branco cavalo · e4 branco peão · h3 branco peão · a2 branco peão · b2 branco peão · c2 branco peão · d2 branco peão · f2 branco peão · g2 branco peão · a1 branco torre · c1 branco bispo · d1 preto bispo · e1 branco rei · h1 branco torre | a8 preto torre · d8 preto rainha · f8 preto bispo · g8 preto cavalo · h8 preto torre · a7 preto peão · b7 preto peão · c7 preto peão · e7 preto rei · f7 branco bispo · g7 preto peão · h7 preto peão · c6 preto cavalo · d6 preto peão · d5 branco cavalo · e5 branco cavalo · e4 branco peão · h3 branco peão · a2 branco peão · b2 branco peão · c2 branco peão · d2 branco peão · f2 branco peão · g2 branco peão · a1 branco torre · c1 branco bispo · d1 preto bispo · e1 branco rei · h1 branco torre | a8 preto torre · d8 preto rainha · f8 preto bispo · g8 preto cavalo · h8 preto torre · a7 preto peão · b7 preto peão · c7 preto peão · e7 preto rei · f7 branco bispo · g7 preto peão · h7 preto peão · c6 preto cavalo · d6 preto peão · d5 branco cavalo · e5 branco cavalo · e4 branco peão · h3 branco peão · a2 branco peão · b2 branco peão · c2 branco peão · d2 branco peão · f2 branco peão · g2 branco peão · a1 branco torre · c1 branco bispo · d1 preto bispo · e1 branco rei · h1 branco torre | a8 preto torre · d8 preto rainha · f8 preto bispo · g8 preto cavalo · h8 preto torre · a7 preto peão · b7 preto peão · c7 preto peão · e7 preto rei · f7 branco bispo · g7 preto peão · h7 preto peão · c6 preto cavalo · d6 preto peão · d5 branco cavalo · e5 branco cavalo · e4 branco peão · h3 branco peão · a2 branco peão · b2 branco peão · c2 branco peão · d2 branco peão · f2 branco peão · g2 branco peão · a1 branco torre · c1 branco bispo · d1 preto bispo · e1 branco rei · h1 branco torre | a8 preto torre · d8 preto rainha · f8 preto bispo · g8 preto cavalo · h8 preto torre · a7 preto peão · b7 preto peão · c7 preto peão · e7 preto rei · f7 branco bispo · g7 preto peão · h7 preto peão · c6 preto cavalo · d6 preto peão · d5 branco cavalo · e5 branco cavalo · e4 branco peão · h3 branco peão · a2 branco peão · b2 branco peão · c2 branco peão · d2 branco peão · f2 branco peão · g2 branco peão · a1 branco torre · c1 branco bispo · d1 preto bispo · e1 branco rei · h1 branco torre | a8 preto torre · d8 preto rainha · f8 preto bispo · g8 preto cavalo · h8 preto torre · a7 preto peão · b7 preto peão · c7 preto peão · e7 preto rei · f7 branco bispo · g7 preto peão · h7 preto peão · c6 preto cavalo · d6 preto peão · d5 branco cavalo · e5 branco cavalo · e4 branco peão · h3 branco peão · a2 branco peão · b2 branco peão · c2 branco peão · d2 branco peão · f2 branco peão · g2 branco peão · a1 branco torre · c1 branco bispo · d1 preto bispo · e1 branco rei · h1 branco torre | a8 preto torre · d8 preto rainha · f8 preto bispo · g8 preto cavalo · h8 preto torre · a7 preto peão · b7 preto peão · c7 preto peão · e7 preto rei · f7 branco bispo · g7 preto peão · h7 preto peão · c6 preto cavalo · d6 preto peão · d5 branco cavalo · e5 branco cavalo · e4 branco peão · h3 branco peão · a2 branco peão · b2 branco peão · c2 branco peão · d2 branco peão · f2 branco peão · g2 branco peão · a1 branco torre · c1 branco bispo · d1 preto bispo · e1 branco rei · h1 branco torre | 1 |
|   | a | b | c | d | e | f | g | h |   |

5.... Bh5?
As pretas aparentemente mantém a cravadura, mas este é um erro tático que perde pelo menos um peão. Um pouco melhor é 5…Bxf3, desistindo do par de bispos, e dando às brancas uma liderança confortável no desenvolvimento, mas mantendo a igualdade material. 5…Be6!? também é possível.
6. Cxe5!
A refutação tática. As brancas simplesmente ignoram a cravada, e desistem da dama. A melhor jogada para as pretas agora é 6…Cxe5, onde, com 7.Dxh5 Cxc4 8.Db5+, seguido de 9.Dxc4, as brancas continuam com um peão a mais em material, mas as pretas podem pelo menos continuar o jogo. Em vez disso, se as pretas tomam a dama, as brancas dão xeque-mate em dois lances:
6.... Bxd1??
7. Bxf7+ Re7
8. Cd5# mate
A posição final é um mate puro, significando que para cada uma das oito casas em torno do rei preto, há exatamente uma razão para que o rei não se mova para lá.

## Requisitos Mínimos
Em geral, qualquer jogo que tem um cavalo em e5 e terminando com os lances Bxf7 Re7 Cd5# será chamado de Mate de Legal. Fazer uma "armadilha", desviando o bispo em g4 ou h5 com uma captura de dama em d1 não é estritamente necessário. Para que o último lance seja um xeque-mate, obviamente é necessário que as pretas tenham peças em d6, d8 e f8, e que não exista nenhuma peça preta atacando a casa d5.

## Partida original
A partida de Legal (que jogou dando vantagem de uma torre, a torre de a1) contra St. Brie em Paris, em torno de 1750 seguiu desta forma:
1. e4 e5
2. Cf3 d6
3. Bc4 Bg4?!
4. Cc3 Cc6
5. Cxe5?! Bxd1??
Se as pretas tivessem jogado 5…Cxe5! teriam ganho um cavalo por um peão. Agora o mate segue-se em dois lances.
6. Bxf7+ Re7
7. Cd5#

## Cheron-Jeanlose
Em uma exibição simultânea em Paris, André Chéron, um dos principais jogadores franceses, jogou uma armadilha similar no jogo Cheron-Jeanlose.
1. e4 e5
2. Cf3 d6
3. Bc4 Cc6
4. Cc3 Bg4?!
Neste ponto a partida desviou da Legal-St. Brie; Cheron jogou:
5. h3! Bh5?
6. Cxe5!
Este sacrifício à la Legal é correto. Se 6…Cxe5 7.Dxh5 Cxc4 8Db5+ ganha o cavalo. O lance que Jeanlose fez, em vez de perder um peão, perde o jogo.
6.... Bxd1??
7. Bxf7+ Re7
8. Cd5#

## Ocorrência
Este tipo de mate, onde um cavalo aparentemente cravado ainda assim se move, permitindo a captura da dama, mas levando a um xeque-mate com os dois cavalos e um bispo, ocasionalmente acontece em níveis mais baixos de jogo, pois mestres normalmente não caem nele. De acordo com Bjerke (Spillet i mitt liv), o Mate de Legal já fez muitas vítimas. Um autor escreveu que "Blackburne aplicou ele várias vezes durante seus torneios anuais."